# Jeff Hanson

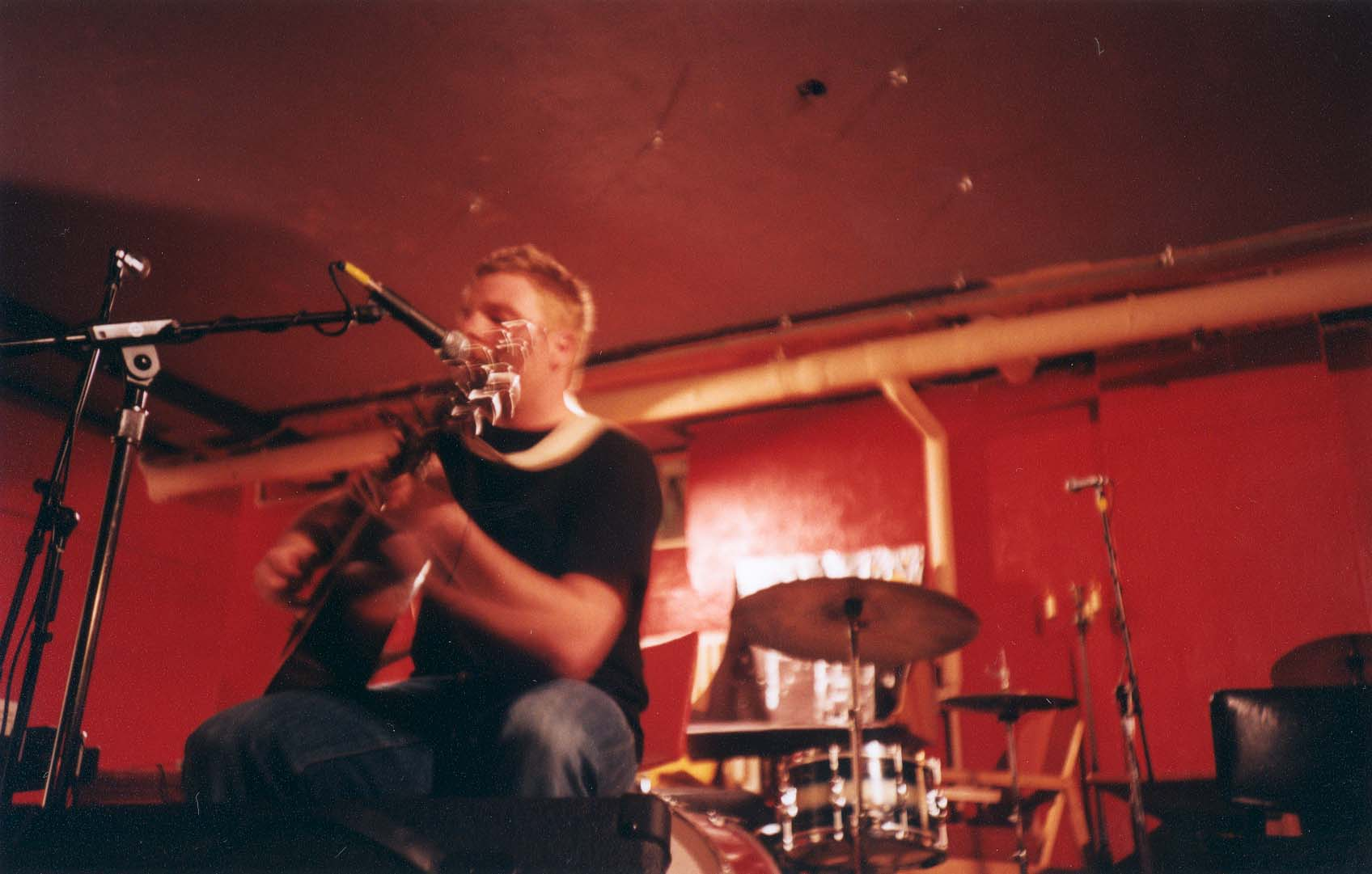
Jeff Hanson bei einem Live-Auftritt 2003

Jeff Hanson (* 3. März 1978 in Milwaukee, Wisconsin; † 5. Juni 2009 in Saint Paul, Minnesota) war ein US-amerikanischer Singer-Songwriter und Gitarrist. Hanson war vor allem für seinen außergewöhnlich hohen Falsett-Gesang bekannt, den viele Hörer für den Gesang einer weiblichen Person hielten.

## Leben
Hanson wurde 1978 in Milwaukee geboren. Im Alter von vier Jahren erlernte er das Spielen der Gitarre und mit 13 Jahre gründete er seine erste Band M.I.J. Die Emo-Band veröffentlichte 1996 die 7" Single 300 Miles bei One Percent Records. Es folgten die EP M.I.J. (1999) und das Album Radio Goodnight (2000), die beide auf dem Independent-Label Caulfield Records erschienen.
Im Jahr 2002 begann Hanson seine Solokarriere und veröffentlichte zunächst das Album Son beim Label Kill Rock Stars. Das Album erhielt überwiegend gute bis sehr gute Kritiken. So vergab Pitchfork Media eine hohe Wertung von 8,1 Punkten. 2004 folgte das selbstbetitelte Album Jeff Hanson. Im August 2008 erschien das Album Madam Owl. 
Am 5. Juni 2009 wurde Hanson tot in seiner Wohnung in Saint Paul, Minnesota aufgefunden. Zunächst wurde von Hansons Familie ein Sturz als Todesursache bekannt gegeben. Der Gerichtsmediziner konnte verschiedene Drogen nachweisen, aber es blieb unklar, ob es sich um einen Unfall oder Suizid handelte.

## Diskografie
- 2002: Son (Kill Rock Stars)
- 2003: Devil In The Woods EP (Devil In The Woods)
- 2005: Jeff Hanson (Kill Rock Stars)
- 2008: Madam Owl (Superstars Records)